# La Nuit au musée
Pour les articles homonymes, voir La Nuit au musée (série de films).
Série La Nuit au musée
La Nuit au musée 2
(2009)
Pour plus de détails, voir Fiche technique et Distribution.
La Nuit au musée (Night at the Museum), ou Une nuit au musée au Québec et au Nouveau-Brunswick, est une comédie fantastique américaine, réalisée par Shawn Levy, adaptée du roman The Night at the Museum de Milan Trenc (en), sortie en 2006.
Le film suit Larry Daley, qui devient le nouveau gardien de nuit au musée d'histoire naturelle de New York et découvre que toutes les statues, squelettes et animaux empaillés prennent vie la nuit grâce à la tablette magique du pharaon imaginaire Ahkmenrah. Cependant, certains de ces personnages ont un passé violent et il devient difficile pour Larry de maintenir l'harmonie et le calme dans le musée. Heureusement, il peut compter sur l'aide de Théodore Roosevelt, mais il doit aussi faire face aux anciens gardiens de nuit qui veulent piller le musée et s'emparer de la tablette.
Il est suivi du film La Nuit au musée 2 en 2009, du film La Nuit au musée : Le Secret des Pharaons en 2015 et du film La Nuit au musée : Le Retour de Kahmunrah en 2022.

## Synopsis
À New York, Larry Daley est un aspirant inventeur divorcé qui rebondit entre les emplois et les appartements. Son ancienne femme Erica est sympathique à sa situation, mais le considère comme un mauvais exemple pour leur fils Nick, âgé de dix ans, un élève du primaire qui envisage d'arrêter le hockey sur glace et prévoit de devenir un commerçant d'obligations comme le fiancé de sa mère Don quand il sera grand ; tandis que Larry s'inquiète que Nick admire Don à sa place, surtout après que Nick ait décidé d'inviter Don à la Journée où il faut présenter la carrière d’un de ses parents à école car il a honte de présenter le métier de son père. Larry est engagé comme gardien de nuit au Musée d'histoire naturelle, pour remplacer l’ancien gardien licencié et à la retraite Cecil Fredericks et de ses collègues Gus et Reginald. Cecil donne à Larry un manuel d'instructions spécial, l'avertissant que "rien ne doit entrer... ni en sortir".
Lors de sa première nuit, Larry découvre que les expositions du musée prennent vie après le coucher du soleil, y compris : "Rexou", un squelette d’un Tyrannosaure ludique ; Dexter, un singe capucin en peluche espiègle qui détruit le manuel de Larry, ainsi que d'autres animaux taxidermisés, et prend plus tard ses clés ; des civilisations rivales miniatures représentant le Vieux-Ouest, la Rome antique et l'ancienne Civilisation maya ; un Moaï qui aime le Chewing-gum ; des modèles de cire d'Attila le Hun, des soldats de la guerre de Sécession et des hommes de Néandertal accro au feu, ainsi que Sacagawea, qui est prisonnière derrière une vitrine et ne peut entendre personne ou quoi que ce soit de l'extérieur. Un Teddy Roosevelt en selle sauve Larry des chefs miniatures Jedediah et Octavius, et explique que depuis qu'un ancien artefact égyptien - la Tablette d'or du pharaon Ahkmenrah - est arrivé en 1952, les expositions prennent vie chaque nuit, mais elles se transformeraient en poussière si elles étaient laissées à l'extérieur du musée au lever du soleil. Alors que Teddy aide à rétablir l'ordre, Larry apprend que Teddy est amoureux de Sacagawea, mais qu'il est trop timide pour lui parler.
Cecil, Reginald et Gus viennent voir Larry, qui a décidé de démissionner, mais Nick et Don s'arrêtent pour le féliciter pour son nouveau travail. Larry décide de rester pour le bien de son fils, et Cecil conseille de lire l'histoire, puis le directeur McPhee remarque un changement dans les miniatures et envisage de renvoyer Larry mais celui-ci le convainc de lui donner un seconde chance. Larry arrive à contrôler la situation avec les expositions, mais les choses empirent : les Néandertaliens ont causé un incendie dans leur propre exposition et Dexter vole à nouveau les clés de Larry et déverrouille une fenêtre, permettant à un Néandertalien de sauter par la fenêtre et de s'échapper dans la rue, en voyant un groupe de sans-abri en train de se réchauffer. Frustré, Larry décide à nouveau de démissionner, et est incapable de sauver le Néandertalien évadé de la désintégration du soleil levant, tandis que ses restes sont balayés par un balayeur de rue. Le directeur menace de licencier Larry à cause de la disparition du mannequin dans l'exposition de Neandertal, ignorant que Nick a tout entendu, mais Larry le convainc de lui laisser une dernière chance pour éclaircir le malentendu avec Nick. Rebecca Hutman, guide du musée et historienne qui rédige sa thèse sur Sacagawea, pense que Larry se moque d'elle lorsqu'il lui raconte le secret nocturne du musée.
Larry amène Nick au musée, mais rien ne prend vie, décevant encore plus Nick, mais ils découvrent plus tard que Cecil, Gus et Reginald ont volé la tablette et l'ont désactivée pour empêcher les expositions d'interférer. Comme les expositions, les gardes âgés reçoivent une vitalité accrue grâce à la tablette et ont comploté pour la voler avec d'autres artefacts de valeur pour financer leur retraite et encadrer Larry pour leur vol. Nick réactive la tablette, ramenant le musée à la vie et une poursuite s'ensuit dans tout le musée, mais la poursuite est interrompue lorsque Cecil arrache la tablette et enferme Nick et Larry dans la pièce égyptienne. Larry libère la momie d'Ahkmenrah de son sarcophage, et le pharaon aide Larry et Nick à s'échapper. Ils trouvent les autres expositions qui se battent entre eux, et Larry les convainc de s'unir pour rattraper les trio de voleurs pour récupérer la tablette.
Gus et Reginald sont capturés, tandis que Cecil s'échappe dans une Diligence Pony Express ; Teddy pousse Sacagawea hors du chemin de Cecil et est coupé en deux, mais est toujours en vie. Larry poursuit Cecil à Central Park, l'arrêtant et récupérant la tablette, et Teddy se lie enfin à Sacagawea alors qu'elle le répare. Rebecca voit les expositions revenir au musée, et elle se rend compte que Larry lui disait la vérité et celui-ci en profite pour la présenter à Sacagawea pour qu’elle puisse répondre à ses questions. Le lendemain, McPhee decide de licencier Larry après des reportages sur les événements étranges de la nuit - tels que les Néandertaliens peignant des peintures rupestres dans la station de métro et les traces de dinosaures de Rexou à Central Park - mais la publicité a augmenté la fréquentation du musée. Larry est réembauché et Nick est fier de présenter son père et sa profession à l'école. Larry célèbre sa réussite en faisant la fête au musée avec Nick, Rebecca et les expositions présentes.
Au cours du générique de fin, Cecil, Gus et Reginald sont forcés de travailler comme concierges au musée comme punition pour leurs crimes.

## Fiche technique
Sauf indication contraire, les informations mentionnées dans cette section peuvent être confirmées par les bases de données cinématographiques IMDb et Allociné,  présentes dans la section « Liens externes ».
- Titre original : Night at the Museum
- Titre français : La Nuit au musée
- Titre québécois : Une nuit au musée[1]
- Réalisation : Shawn Levy
- Scénario : Robert Ben Garant et Thomas Lennon, d'après le roman The Night at the Museum de Milan Trenc
- Musique : Alan Silvestri
- Direction artistique : Steve Arnold, Michael Diner, Helen Jarvis et Bridget McGuire
- Décors : Claude Paré
- Costumes : Renée April
- Photographie : Guillermo Navarro
- Son : Detlef Halaski, Craig Henighan, John A. Larsen, Paul Pavelka, William Stein
- Montage : Don Zimmerman
- Production : Michael Barnathan, Chris Columbus, Shawn Levy
  - Direction de production : Tom McNulty
  - Production déléguée : Thomas M. Hammel, Mark Radcliffe et Ira Shuman
  - Production associée : Ellen Somers
  - Coproduction : Josh McLaglen
- Sociétés de production :
  - États-Unis : Twentieth Century Fox, 1492 Pictures, 21 Laps Entertainment et Dune Entertainment
  - Royaume-Uni : en association avec Ingenious Film Partners
- Sociétés de distribution : Twentieth Century Fox (États-Unis, Royaume-Uni et Belgique)[2] ; Twentieth Century Fox France (France)[3] ; Fox-Warner (Suisse)[4]
- Budget : 120 millions de $[5]
- Pays de production :  États-Unis[6],[N 1]
- Langue originale : anglais
- Format : couleur (Technicolor) — 1,85:1 (Panavision) — 35 mm — son : DTS / Dolby Digital
- Genre : comédie, fantastique, aventure
- Durée : 108 minutes
- Dates de sortie[7] :
  - États-Unis, Québec : 22 décembre 2006[1]
  - Royaume-Uni : 26 décembre 2006
  - France, Suisse romande : 7 février 2007[8],[9]
  - Belgique : 14 février 2007[10]
- Classification :
  - États-Unis : des scènes peuvent heurter les enfants - accord parental souhaitable (PG - Parental Guidance Suggested)[N 2]
  - Royaume-Uni : pour un public de 8 ans et plus - accord parental souhaitable (PG - Parental Guidance)
  - France : tous publics (conseillé à partir de 8 ans)[8],[11]
  - Belgique : tous publics (Alle Leeftijden)[10]
  - Suisse romande : interdit aux moins de 7 ans[12]
  - Québec : tous publics (G - General Rating)[1]

## Distribution
Sauf indication contraire, les informations mentionnées dans cette section peuvent être confirmées par les bases de données cinématographiques IMDb et Allociné,  présentes dans la section « Liens externes ».
- Ben Stiller (VF : Maurice Decoster ; VQ : Alain Zouvi) : Larry Daley, nouveau gardien de nuit au musée
- Carla Gugino (VF : Odile Cohen ; VQ : Rose-Maïté Erkoreka) : Rebecca, guide au musée
- Dick Van Dyke (VF : Georges Claisse ; VQ : Vincent Davy) : Cecil « C. J. » Fredericks, le chef des anciens gardiens du musée
- Mickey Rooney (VF : Pierre Baton ; VQ : André Montmorency) : Gus, un des anciens gardiens du musée
- Bill Cobbs (VF : Jean-Michel Martial ; VQ : Aubert Pallascio) : Reginald, un des anciens gardiens du musée
- Jake Cherry (VQ : Léo Caron) : Nick Daley, le fils de Larry
- Ricky Gervais (VF : Pierre Laurent ; VQ : François L'Écuyer) : Dr McPhee, le directeur du musée
- Robin Williams (VF : Michel Papineschi ; VQ : Luis de Cespedes) : Theodore Roosevelt, la statue de cire équestre du 26e président des États-Unis
- Kim Raver (VF : Carole Franck ; VQ : Marika Lhoumeau) : Erica Daley, l'ex-femme de Larry
- Patrick Gallagher : Attila, la statue de cire du chef Hun
- Rami Malek (VF : Franck Lorrain) : Ahkmenrah, le pharaon
- Pierfrancesco Favino : la statue en métal de Christophe Colomb
- Charlie Murphy : le chauffeur de taxi
- Steve Coogan (VF : Patrick Mancini ; VQ : Daniel Picard) : Octavius, figurine d'un général romain incarnant Caius Octavius
- Mizuo Peck (VF : Elisabeth Ventura ; VQ : Camille Cyr-Desmarais) : Sacagawea, la statue de cire de la guide indienne de Lewis et Clark
- Matthew Harrison : la statue de cire d'un homme de Néandertal
- Jody Racicot : la statue de cire d'un homme de Néandertal
- Paul Rudd (VF : Laurent Lederer ; VQ : Patrice Dubois) : Don, le nouveau compagnon d'Erica
- Anne Meara (VF : Sylvie Genty) : Debbie, à l'agence pour l'emploi
- Pat Kiernan (en) : le présentateur de télévision
- Brad Garrett (VF : Guy Chapellier) : la statue moaï de l'île de Pâques (voix)
- Crystal : Dexter, le capucin
- Owen Wilson (VF : Lionel Tua ; VQ : Antoine Durand) : Jedediah, figurine d'un cow-boy incarnant Jedediah Smith (non créditée)
- Ed Helms : un dentiste (scène coupée, disponible dans les bonus du DVD)

 Source et légende : version française (VF) sur RS Doublage, Voxofilm, et version québécoise (VQ) sur Doublage Québec.

## Production

### Lieux de tournage

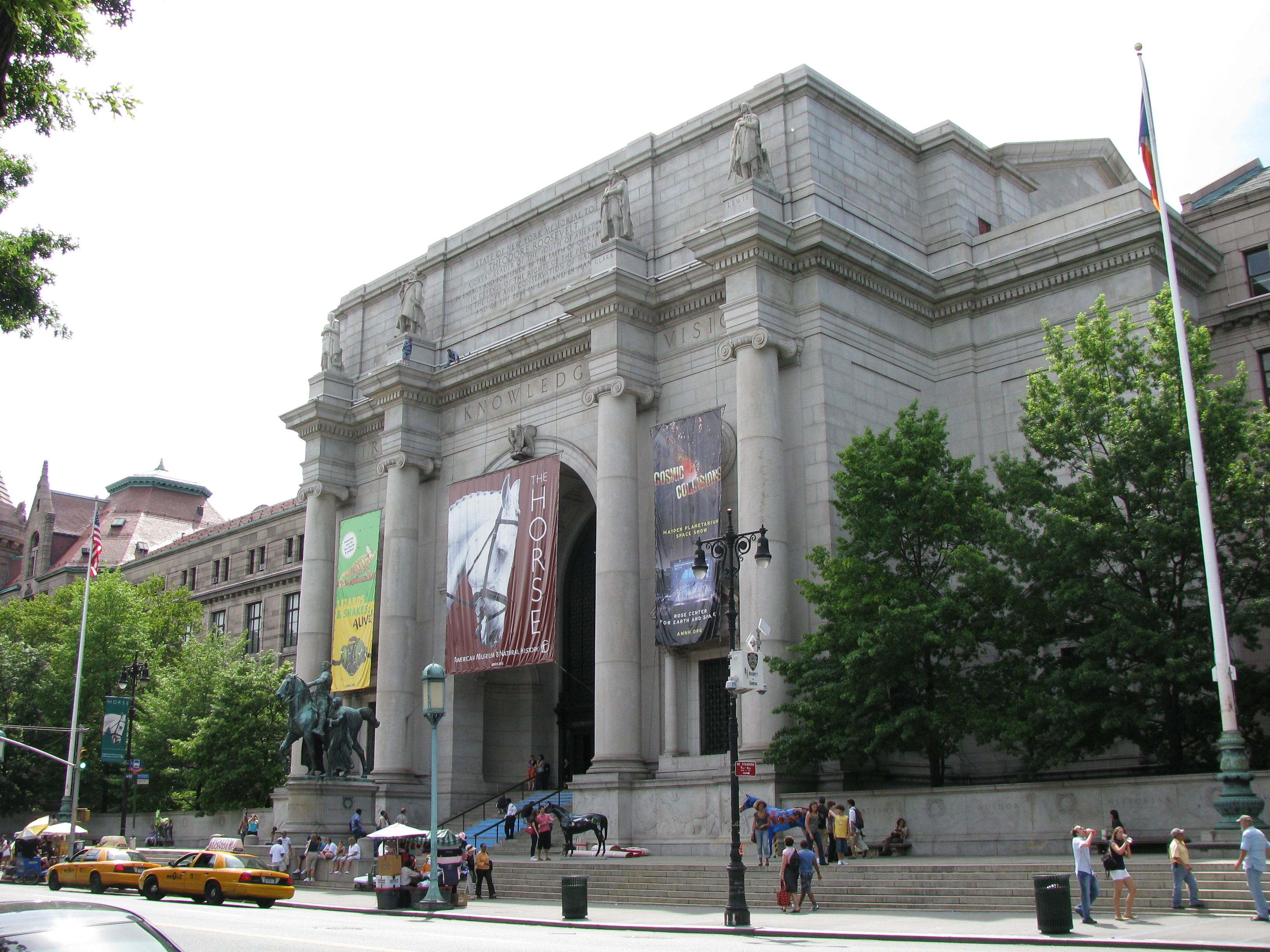
L'American Museum of Natural History

Le film a été tourné du 30 janvier 2006 à juillet 2006 à New York et à Vancouver (Canada). L'American Museum of Natural History de New York a notamment servi de décor extérieur.

## Accueil

### Accueil critique
Sur l'agrégateur américain Rotten Tomatoes, le film récolte 43 % d'opinions favorables pour 136 critiques. Sur Metacritic, il obtient une note moyenne de 48⁄100 pour 28 critiques.
En France, le site Allociné propose une note moyenne de 3⁄5 à partir de l'interprétation de critiques provenant de 27 titres de presse.

### Box-office
Le film est un immense succès au box office américain : 39 millions de curieux se déplacent dans les salles obscures,.
| Pays                          | Box-office        | Nbre de sem. | Classement TLT | Date        |
| ----------------------------- | ----------------- | ------------ | -------------- | ----------- |
| Box-office mondial            | 574 480 149 USD   | 29 sem.      | 40e            | au 24/06/07 |
| Box-office États-Unis/ Canada | 250 863 268 USD   | 29 sem.      | 42e            | au 24/06/07 |
| Box-office France             | 2 276 017 entrées | 7 sem.       | -              | au 27/03/07 |
| Box-office Paris              | 431 544 entrées   | 7 sem.       | -              | au 27/03/07 |
| Box-office Suisse             | 264 706 entrées   | -            | 170e           | au total    |

## Distinctions

### Récompenses2007
- American Society of Composers, Authors and Publishers : Prix ASCAP des meilleurs films au box-office
- Casting Society of America : Prix Artios du meilleur casting pour un film de comédie pour Heike Brandstatter, Coreen Mayrs et Ilene Starger

### Nominations2007
- Academy of Science Fiction, Fantasy and Horror Films - Saturn Awards : meilleur film fantastique pour Shawn Levy
- Kids' Choice Awards : film préféré
- MTV Movie & TV Awards : meilleure performance comique pour Ben Stiller
- National Movie Awards : meilleur film de comédie
- Taurus World Stunt Awards : coup le plus dur pour Greg Fitzpatrick[N 6]
- Teen Choice Awards :
  - Meilleur film de comédie
  - Meilleur acteur dans un film de comédie pour Ben Stiller
- Young Artist Awards : meilleur jeune acteur âgé au maximum de 10 ans ou moins dans un film pour Jake Cherry

### Sélection2007
- Festival International du Film de Comédie de l'Alpe d'Huez : longs métrages - compétition pour Shawn Levy[25]

## Éditions en vidéo
- En France, le film La Nuit au musée est sorti en DVD[26], DVD T-Rex édition[27] et en édition Blu-ray[28] le 24 octobre 2007. Plusieurs rééditions en DVD et Blu-ray ont eu lieu entre 2010 et 2016[29]. Le film est également sorti en VOD le 1er août 2014[8].
- Au Québec, le film est sorti en DVD le 24 avril 2007[1].

## Autour du film
- Les singes capucins (ou sapajous) sont présentés dans la salle des mammifères africains alors qu'en réalité on ne les trouve qu'en Amérique du Sud.
- Clin d'œil ou simple hasard, Steve Coogan interprète à nouveau une figurine miniature amenée à la vie, après son apparition dans l'Indien du Placard où il jouait la figurine d'un médecin militaire venu soigner l'indien Ours Rapide.

### Série de films
- La Nuit au musée (Night at the Museum), film américain réalisé par Shawn Levy, sorti en 2006
- La Nuit au musée 2 (Night at the Museum: Battle of the Smithsonian), film américano-canadien réalisé par Shawn Levy, sorti en 2009
- La Nuit au musée : Le Secret des Pharaons (Night at the Museum: Secret of the Tomb), film américano-britannique réalisé par Shawn Levy, sorti en 2015
- La Nuit au musée : Le Retour de Kahmunrah (Night at the Museum: Kahmunrah Rises Again), film d'animation américain réalisé par Matt Danner et Justin Lovell, sorti en 2022